# 391 v. Chr.
Portal Geschichte | Portal Biografien | Aktuelle Ereignisse | Jahreskalender | Tagesartikel

◄ |
5. Jahrhundert v. Chr. |
4. Jahrhundert v. Chr. |
3. Jahrhundert v. Chr. |
►

◄ | 410er v. Chr. | 400er v. Chr. | 390er v. Chr. | 380er v. Chr. |
370er v. Chr. |
►

◄◄ | ◄ | 394 v. Chr. | 393 v. Chr. | 392 v. Chr. | 391 v. Chr. |
390 v. Chr. |
389 v. Chr. |
388 v. Chr. |
► |
►►

## Ereignisse

### Römische Republik
- Lucius Lucretius Tricipitinus Flavus, Servius Sulpicius Camerinus, Lucius Aemilius Mamercinus, Lucius Furius Medullinus, Agrippa Furius Fusus und Gaius Aemilius Mamercinus werden römische Konsulartribunen.
- Der Überlieferung zufolge wird der frühere römische Diktator Marcus Furius Camillus, der auch als der „zweite Gründer Roms“ gilt, wegen Unterschlagung nach Ardea verbannt.

### Korinthischer Krieg in Griechenland

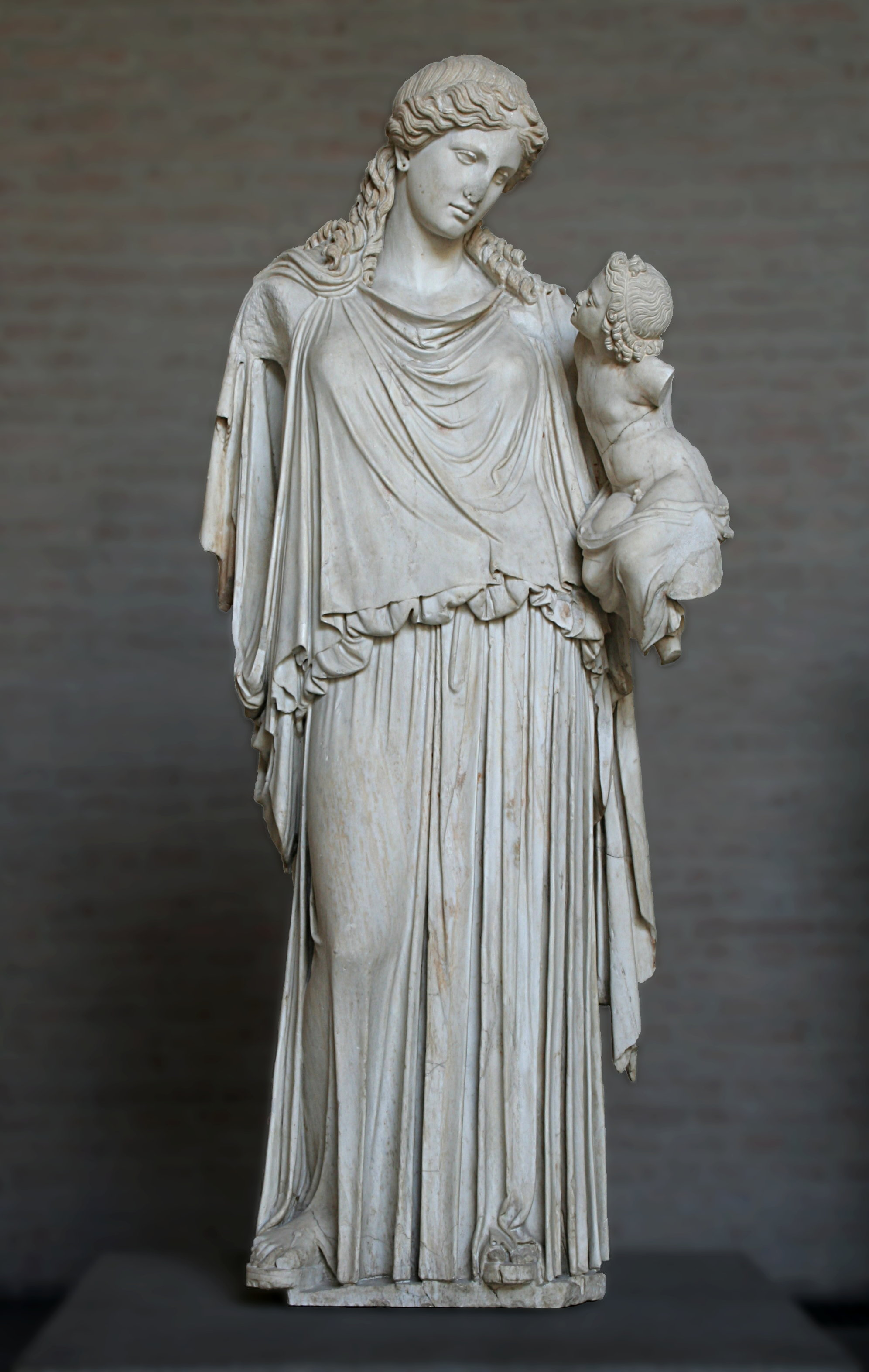
Eirene, die Friedensgöttin in der griechischen Mythologie – Kephisodot, um 370 v. Chr.

- Sparta und Athen führen Verhandlungen über die Beendigung des Korinthischen Krieges. Der attische Redner Andokides ruft zur Annahme des vereinbarten Allgemeinen Friedens (koiné eiréne) auf. Dieser würde nicht nur eine Einstellung der Kampfhandlungen bedeuten, sondern einen dauerhaften, auf alle griechischen Städte bezogenen Frieden bringen, der auf der Souveränität aller Stadtstaaten beruht. Die ausgehandelte Vereinbarung wird jedoch abgelehnt.
- Das attische Entsatzheer erreicht Korinth, dessen Hafenstadt Lechaion von den Spartanern eingenommen wurde. Als ein spartanischer Feldherr sein Regiment von 600 Hopliten durch die Korinthia führt, nutzt der attische Kommandant Iphikrates die Chance und greift die Spartaner mit seinen Peltasten an. Die nur durch leichte Schilde geschützten Einheiten haben keine Mühe, die schweren Hopliten stets auf Abstand zu halten und ihnen durch ihre Speere Verluste zuzufügen. Als die Spartaner schließlich Lechaion erreichen, sind 250 Soldaten gefallen (Schlacht bei Lechaion).
- Iphikrates gelingt es, mehrere Stützpunkte der Spartaner im Raum Korinth zu erobern. Lediglich die Hafenstadt Lechaion bleibt in feindlicher Hand. Damit enden die Kampfhandlungen in dieser Region.
- Ein Heer aus Argos erreicht Korinth. Die beiden Stadtstaaten beschließen die Vereinigung ihrer Herrschaftsbereiche.

#### Perserreich
- Tiribazos wird als persischer Satrap von Lydien wegen seiner prospartanischen Haltung abgesetzt. An seine Stelle tritt der athenfreundliche Struthas.

#### Ägypten
- Hakor wird ägyptischer Pharao als Nachfolger von Psammuthis.

## Gestorben
- Thibron, spartanischer Feldherr